# Sidemia johni
Sidemia johni är en fjärilsart som beskrevs av Rudolf Püngeler 1914. Sidemia johni ingår i släktet Sidemia och familjen nattflyn. Inga underarter finns listade i Catalogue of Life.